# Indotipula serritergata
Indotipula serritergata är en tvåvingeart som först beskrevs av Alexander 1947.  Indotipula serritergata ingår i släktet Indotipula och familjen storharkrankar. Inga underarter finns listade i Catalogue of Life.